# Colletes petalostemonis
Colletes petalostemonis är en biart som beskrevs av Swenk 1906. Colletes petalostemonis ingår i släktet sidenbin, och familjen korttungebin. Inga underarter finns listade i Catalogue of Life.